# 函淵層
函淵層（はこぶちそう）は、日本の北海道の地層。蝦夷層群の最上部の累層であり、下部カンパニアン階 - 暁新統に相当する。生物擾乱を受けた海緑石質砂岩、シルト岩、炭質泥岩と少量の層灰岩からなる礫岩で主に構成される。当該の層は大陸棚に堆積した。主に二枚貝類とアンモナイトからなる無脊椎動物の化石が産出することが特筆されるほか、脊椎動物ではモササウルス科のモササウルス・ホベツエンシスやフォスフォロサウルス・ポンペテレガンスが産出している。この他にはウミガメのメソダーモケリス、ハドロサウルス科の恐竜であるカムイサウルスがある。

## 研究史
2004年時点で函淵層と命名されている地層は、かつては"函淵層群"として"下部蝦夷層群"・"中部蝦夷層群"・"上部蝦夷層群"と区別されてきた。これらの層群はOkada (1983) が"蝦夷累層群"として纏めた後、安藤ほか (2001) が"蝦夷超層群"として呼称した。安藤ほか (2001) では上記の4層群の区分が伝統的であったことも踏まえ、"函淵層群"が下位層と整合一連であることを指摘し、再定義の必要性に言及した。Takeshima et al. (2004) は蝦夷層群全体の岩相層序を再検討し、"蝦夷累層群"を蝦夷層群として扱い、7の累層に区分できるとした。この時、かっての"函淵層群"に相当する地層が函淵層として新たに命名された。

## 層序
函淵層は蝦夷層群の最上位に位置する浅海または河川堆積層である。宗谷-中頓別地域と佐久-安平志内地域（共に北海道北部）、芦別-大夕張-穂別地域（北海道中央部 - 南部）などで広く認められ、羽幌-古丹別-達布地域（北海道北西部）では古丹別地域と北端の築別地域で確認されている。特に北海道中央部では北部の空知背斜地域と南部の大夕張 - 穂別地域に大別され、前者では函淵層が東西に広がるため、堆積層の東西方向の変化の追跡に適する。模式地は大夕張地域を流れるシューパロ川の下流地域であり、層厚は30メートルに達する。アンモナイトやイノセラムスの化石層序から主に上部白亜系の下部カンパニアン階からマーストリヒチアン階に相当するが、Yasuda (1986) は最上部から古第三紀の暁新世の有孔虫化石を報告しており、一部は古第三系暁新統に達する。
函淵層は主に砂岩と礫岩から構成されており、石炭・砂質シルト岩・炭質泥岩を伴う。同じく蝦夷層群において河川 - 浅海堆積物からなる三笠層と比較して砂岩・礫岩の卓越が見られる。砂岩にはハンモック型～トラフ型の斜交層理が卓越する。トラフ型斜交層理とハンモック型斜交層理は共に強い波を示唆する。

## 化石

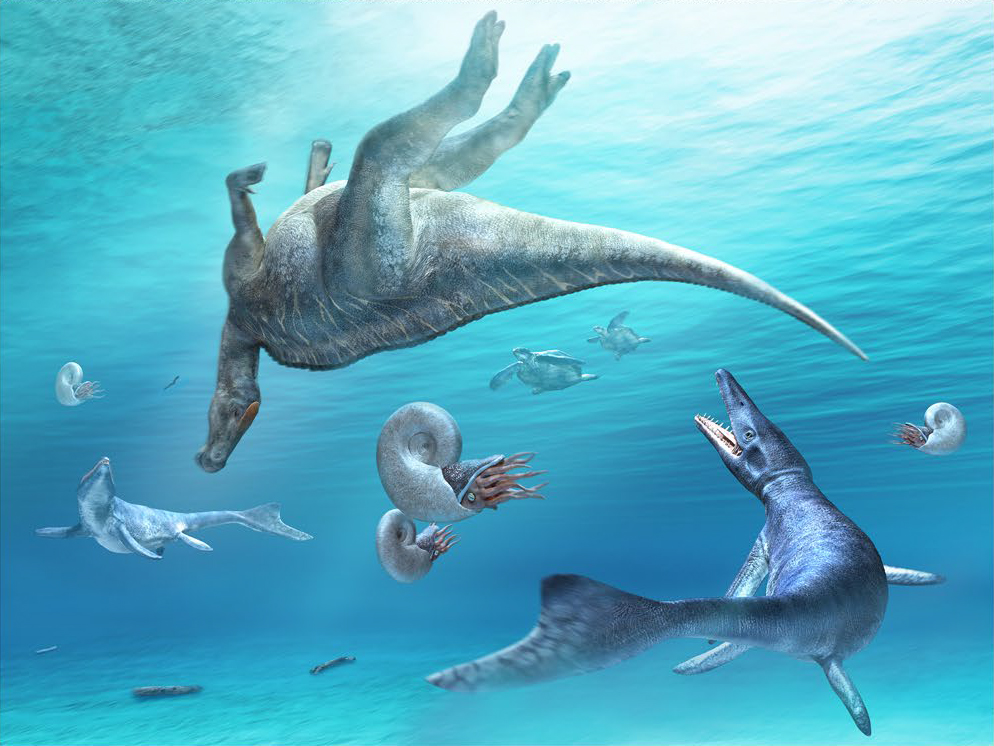
函淵層の当時の環境。カムイサウルス、モササウルス、メソダーモケリス、パキディスカスが描かれている。

函淵層からは複数の脊椎動物化石が産出している。2013年7月にむかわ町で確認されたハドロサウルス科恐竜の尾椎は、埋没して保存された全身骨格の一部である可能性が2014年1月に発表された。大腿骨など全身の3割が産出したことが同時に発表され、同年10月には頭蓋骨の一部も報告された。当該の恐竜は2019年9月に新属新種カムイサウルス・ジャポニクスとして記載・命名された。また日本固有の化石種としてオサガメ科のメソダーモケリス・ウンデュラータスが産出しており、本種は香川県や兵庫県に分布する和泉層群からも発見されている。
カムイサウルスも産出した下部マーストリヒチアン階にあたるIVbユニットには、ノストセラス科のアンモナイトの化石層序に基づくノストセラス・ヘトナイエンゼ帯に相当する部分がある。ノストセラス・ヘトナイエンゼ帯の分布するパンケルサノ沢からは、モササウルス科の海棲爬虫類であるモササウルス・ホベツエンシスが産出したほか、同沢において当該産地から約1km北方ではフォスフォロサウルス・ポンペテレガンスが産出している。